# Daniele Gas
Daniele Gas, pseudonimo di Daniele Maffei (Ivrea, 5 aprile 1964), è un disc jockey e produttore discografico italiano.

## Biografia
Fondatore del progetto Nylon Moon insieme a Mike Generale nel 1996, con il brano Sky Plus su etichetta DBX di Joe T Vannelli raggiunge un discreto successo e popolarità nel Regno Unito ponendosi nelle prime 50 posizioni dei dischi più ballati. Ha inoltre collaborato con Gigi D'Agostino, Justine Mattera, Bros, Dee D. Jackson e molti altri. Dopo la pubblicazione dell'unico album Heartage il progetto Nylon Moon terminò nel 2000.

## Discografia parziale
Album in studio
- 1998 – Nylon Moon - Heartage (DBX)

Singoli
- 1994 – Creative Nature with Gigi d'Agostino (Metro Traxx)
- 1994 – Experiments Vol. 1 with Gigi d'Agostino (Subway)
- 1995 – Space Ocean (Subway)
- 1996 – Sunflower (Subway)
- 1996 – Groove Planet (Subway)
- 1997 – Planet Theme (Subway)
- 1998 – Sky Plus - Nylon Moon (DBX,Positiva)
- 1998 – Heartage (DBX)
- 1999 – Angels of Love (DBX)
- 2000 – Poppyfield (DBX)
- 2008 – Devil Inside (Reiz Muzik)
- 2009 – I Got My Mind (AK TEK Records)
- 2010 – Dance Now (AK TEK Records)